# Ferdinand von Werder
Ferdinand Wilhelm Wiko von Werder (* 14. Juni 1785 in Magdeburg; † 15. Juni 1861 in Berlin) war ein preußischer Generalleutnant.

## Leben

### Herkunft
Ferdinand war der Sohn des preußischen Generalmajors Friedrich Wilhelm von Werder (1747–1820) und dessen zweiter Ehefrau Marianne Elisabeth, geborene Barth (1777–1865). Sein Bruder Wilhelm (1786–1854) wurde ebenfalls preußischer Generalleutnant.

### Militärkarriere
Werder trat am 16. November 1797 als Gefreitenkorporal in das Infanterieregiment „von Kunheim“ der Preußischen Armee ein. Am 1. Juni 1798 wurde er vereidigt und avancierte bis 1. August 1803 zum Sekondeleutnant. Als solcher nahm er am Vierten Koalitionskrieg teil, kämpfte bei Lübeck und ging nach der Kapitulation bei Ratekau in Gefangenschaft.
Nach dem Frieden von Tilsit wurde Werder am 20. Mai 1810 mit Halbsold dem Regiment der Garde zu Fuß aggregiert. Bis Mitte April 1812 stieg er zum Stabskapitän auf und im Vorfeld der Befreiungskriege am 3. Juli 1813 zunächst zum Kommandeur der 2. Freiwilliger Jägerkompanie des 1. Garde-Regiments ernannt. Dort avancierte er am 11. August 1813 zum Kapitän und kam am 29. Dezember als Kompaniechef in das Garde-Jäger-Bataillon. Während des Krieges kämpfte er in den Schlachten bei Großgörschen, Bautzen und Kulm. Bei Leipzig erwarb er das Eiserne Kreuz II. Klasse und bei Paris den Orden der Heiligen Anna II. Klasse.
Am 5. März 1816 wurde er zum Major befördert und zeitgleich zum Kommandeur des II. Bataillons im 2. Garde-Landwehr-Regiment ernannt. Zehn Tage später folgte seine Versetzung in das 12. Infanterie-Regiment. Dort wurde er am 19. Januar 1818 zum Kommandeur des Füsilier-Bataillons ernannt. Am 30. März 1830 wurde er zum Oberstleutnant befördert und am 30. März 1832 mit der Führung des Leib-Infanterie-Regiments beauftragt sowie am 24. September 1832 zum Kommandeur ernannt. Am 30. März 1833 wurde Werder Oberst und am 18. Januar 1834 mit dem Johanniter-Orden sowie am 10. September 1837 mit dem Roten Adlerorden III. Klasse mit Schleife ausgezeichnet. Am 30. März 1839 erhielt Werder das Kommando über die 5. Infanterie-Brigade in Frankfurt (Oder) und wurde am 7. April 1839 dem Leib-Infanterie-Regiment aggregiert. Am 30. März 1840 wurde er zum Generalmajor befördert und am 7. April 1842 als Kommandeur der 3. Infanterie-Brigade nach Stettin versetzt. Gesundheitsbedingt reichte er seinen Abschied ein, der Werder am 9. August 1842 mit der gesetzlichen Pension bewilligt wurde. Nach seiner Verabschiedung verlieh König Friedrich Wilhelm IV. ihm am 1. Oktober 1846 noch den Charakter als Generalleutnant.
Werder starb unverheiratet am 15. Juni 1861 in Berlin und wurde am 18. Juni 1861 auf dem Invalidenfriedhof beigesetzt.
Sein Divisionskommandeur Georg von Hessen schrieb 1838 in seiner Beurteilung: „Sein sittliches moralisches Betragen, sehr nobles, anständiges Benehmen, hat viele Liebe bei den Untergebenen, wirkt gut auf das Offizierskorps. Erhält das Regiment in einer lobenswerten Verfassung, ist als Brigadekommandeur in der Linie zu empfehlen.“